# Chiesa di Santa Maria Rossa
La chiesa di Santa Maria Rossa in Crescenzago è un antico edificio di culto cattolico, di rito ambrosiano. Essa è situata a Milano, in via Domenico Berra, parrocchiale nel quartiere di Crescenzago (fino al 1923 comune autonomo), nella periferia nord-orientale della città. La chiesa è dedicata alla Vergine Assunta. L'edificio è stato riconsacrato l'8 settembre 1923, a seguito di invasivi lavori di restauro promossi da don Giuseppe Roncoroni, allora parroco. La chiesa di Santa Maria Rossa in Crescenzago non è da confondere con la chiesa di Santa Maria la Rossa alla Conca Fallata, anch'essa milanese.

## Storia

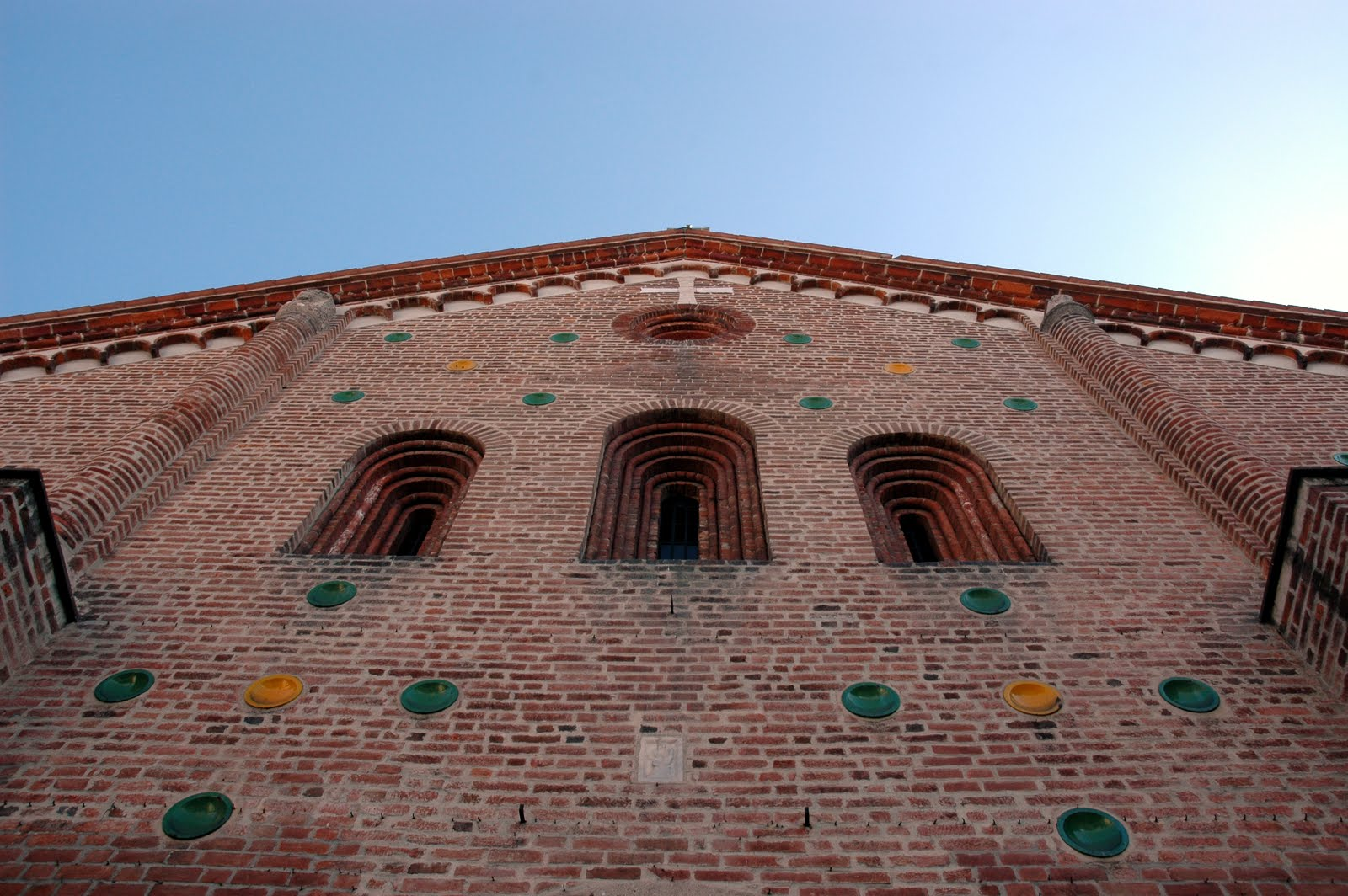
Facciata, particolare

Generalmente nota col nome di abbazia e così censita anche nel catalogo dei beni culturali
 
della Regione Lombardia, fu in realtà fondata come canonica

attorno all'anno 1140 dall'arcivescovo Robaldo (1136-1146) sul sito di una preesistente cappella dedicata a Maria Vergine. Essa infatti non ospitava monaci bensì sacerdoti (canonici regolari) che sotto la guida di un preposto conducevano vita comune.
La chiesa, pur rimaneggiata più volte e restaurata in modo arbitrario, è giunta nelle sue linee fondamentali fino ai nostri tempi, mentre dell'originaria cappella restano pochi elementi murari messi in luce nel corso dei restauri della prima metà del Novecento. Una lapide, posta nel 1923, fa risalire tali vestigia all'anno 935.
Il successore di Robaldo, Umberto I da Pirovano (1146-1166), prese sotto la sua protezione questa comunità ispirata alla regola di sant’Agostino e concesse ai canonici privilegi cosicché i loro domini si estesero a sud ovest di Milano nella pieve di Rosate. Ne è prova una lite giudiziaria tra i canonici di Crescenzago ed il preposto di Rosate cui mise fine papa Lucio III nel 1182.
Dalla canonica di Crescenzago figliarono altre comunità che costituirono la Congregazione di Santa Maria di Crescenzago. Il suo primo preposto Ottone stabilì la regola del monastero di Crescenzago e delle canoniche che da esso dipendevano. La regola fu sancita dall'arcivescovo Filippo Lampugnani nel 1197.
Nel 1250 il penitenziere del papa, Stefano Spagnolo, visitò la canonica allo scopo di fondarvi, un ospedale per i poveri, secondo quanto richiesto dallo stesso papa Innocenzo IV.
Papa Alessandro IV nel 1254, raggruppò tutte le comunità che seguivano la regola di sant'Agostino nella congregazione dei Canonici lateranensi con sede in Roma.
Tra la fine del XII secolo ed i primi anni del XIII, a causa delle contese tra i Della Torre ed i Visconti per il possesso della signoria di Milano, Crescenzago funge da accampamento per le milizie ed è luogo di fuga degli esuli. Tra questi nel 1322 è Matteo Visconti, scomunicato da papa Giovanni XXII, che alla canonica chiede asilo e vi muore il 24 giugno. La leggenda vuole che la tomba del Visconti sia celata nella chiesa e non sia mai stata trovata. In realtà è probabile che, qualche decennio dopo la morte di Matteo, il suo corpo sia stato trasportato nella chiesa milanese di Sant'Eustorgio, dove erano sepolti molti suoi parenti e discendenti.
I Canonici lateranensi, nel secolo seguente, diedero vita ad altre canoniche in Milano: Santa Maria di Casoretto, detta la bianca, Santa Maria di Loreto, la nera (ora scomparsa) e Santa Maria della Passione.

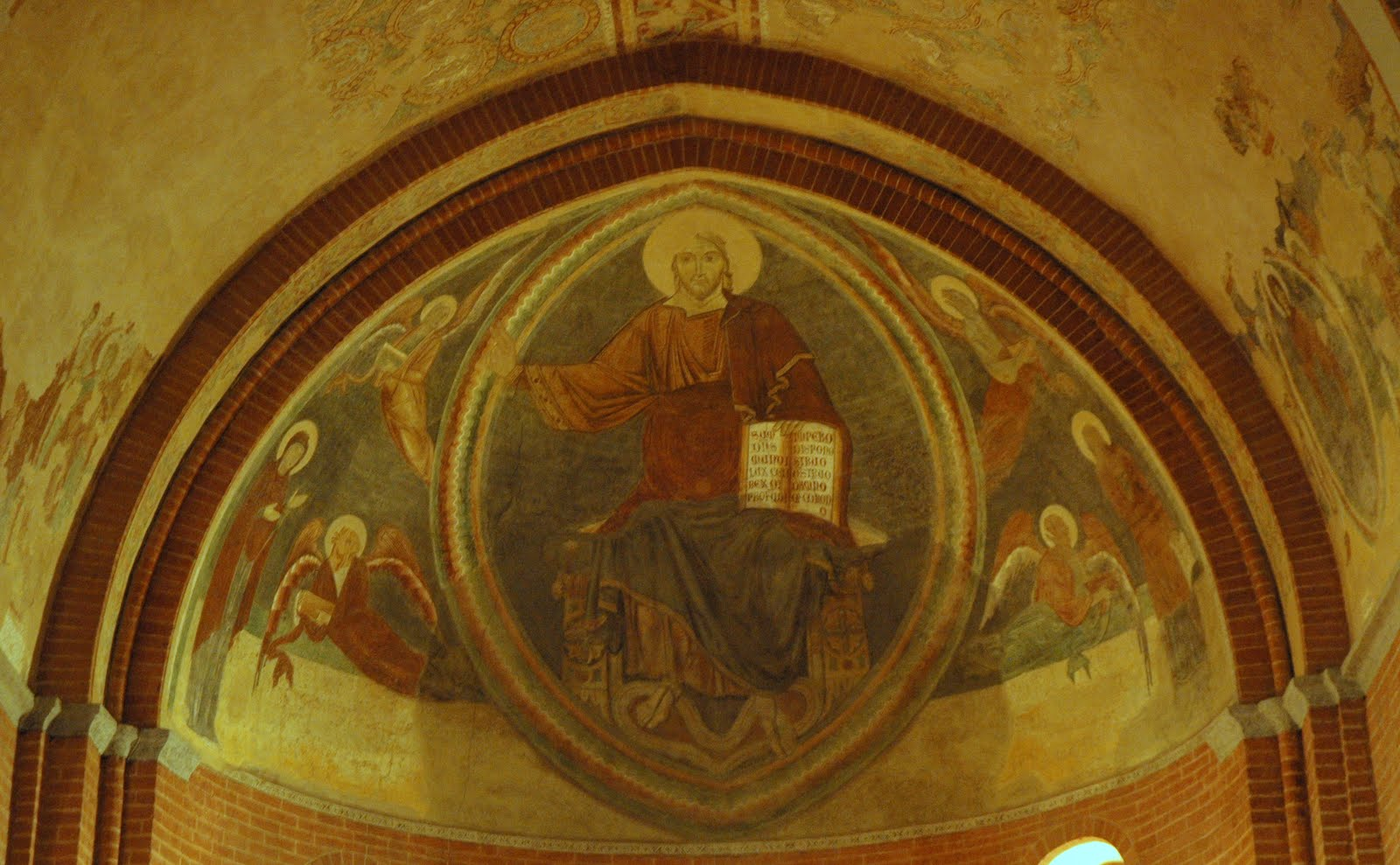
Affresco del catino absidale

Gli importanti affreschi dell'abside maggiore furono eseguiti nel XIV secolo e circa cent'anni dopo vennero realizzate alcune cappelle laterali. Nel 1503 fu aperta la prima cappella a sinistra, dedicata a santa Caterina, il cui altare fu adornato con un trittico del Bergognone. Il trittico, rubato nel 1971 e fortunosamente recuperato, si trova oggi nel Museo diocesano di Milano e nella cappella ne è esposta una copia.
La canonica divenne quindi commenda attorno alla metà del XV secolo (come avvenne per altri monasteri del Milanese). Si ha notizia del fatto che Federico Sanseverino, cardinale diacono del titolo di san Teodoro, nel 1502 era preposto commendatario. Nel 1738 l'ultimo commendatore fu il conte Carlo Perlas Cavaliere di Gerusalemme.
Nel 1772 la canonica, per ordine del cardinale Giuseppe Pozzobonelli, venne soppressa diventando parrocchia.
Importanti lavori di restauro vennero condotti negli anni Venti del Novecento. Con essi seppur in modo arbitrario si cercò, liberandola dalla superfetazioni barocche, di ridare alla chiesa la sua apparenza medievale. La facciata venne pesantemente rimaneggiata (il rosone centrale ed i due oculi furono sostituiti, il primo con tre monofore strombate e gli altri con una monofora ciascuno) e le pareti interne furono ornate con decorazioni neo medievali.
Nel 1995-1996 i restauri consentirono di riportare alla luce nella zona presbiteriale e sulla volta della navata centrale, un ciclo di affreschi particolarmente significativo.

## Architettura
La chiesa è a pianta basilicale, ma senza cleristorio, con tre navate (di cui quella centrale ha altezza maggiore); è priva di transetto e chiusa ad est da tre absidi semicircolari. È stata eretta in stile romanico lombardo con tetto a capanna. Il tipo di pilastri, la presenza di campate rettangolari e lo sviluppo della facciata collegano la chiesa con altri edifici di architettura lombarda cistercense, in particolare la chiesa dell'abbazia di Morimondo, quasi coeva.
Le pareti esterne sono realizzate in cotto a filari di grandi mattoni. La facciata presenta paraste angolari sormontate da pinnacoli sempre in cotto. Paraste di altezza limitata marcano la presenza delle navate sulla facciata; su di esse si ergono lesene semicircolari che raggiungono la cornice di archetti pensili a rilievo su una fascia bianca di intonaco a coronamento della facciata. Lo stesso motivo ad archetti su fondo bianco decora l'abside.
A causa dei pesanti restauri del Novecento la facciata non è rilevante sotto il profilo storico. Essa è nel complesso spoglia ed è decorata da gruppi di piatti di maiolica gialli e verdi.
Il portale centrale è in pietra, mentre i due laterali sono in cotto. Sono sormontati da semplice lunette con mosaico.
Il campanile, posto a destra dell'abside centrale, in origine non superava la quota di colmo del tetto e fu innalzato nel secolo XVI.

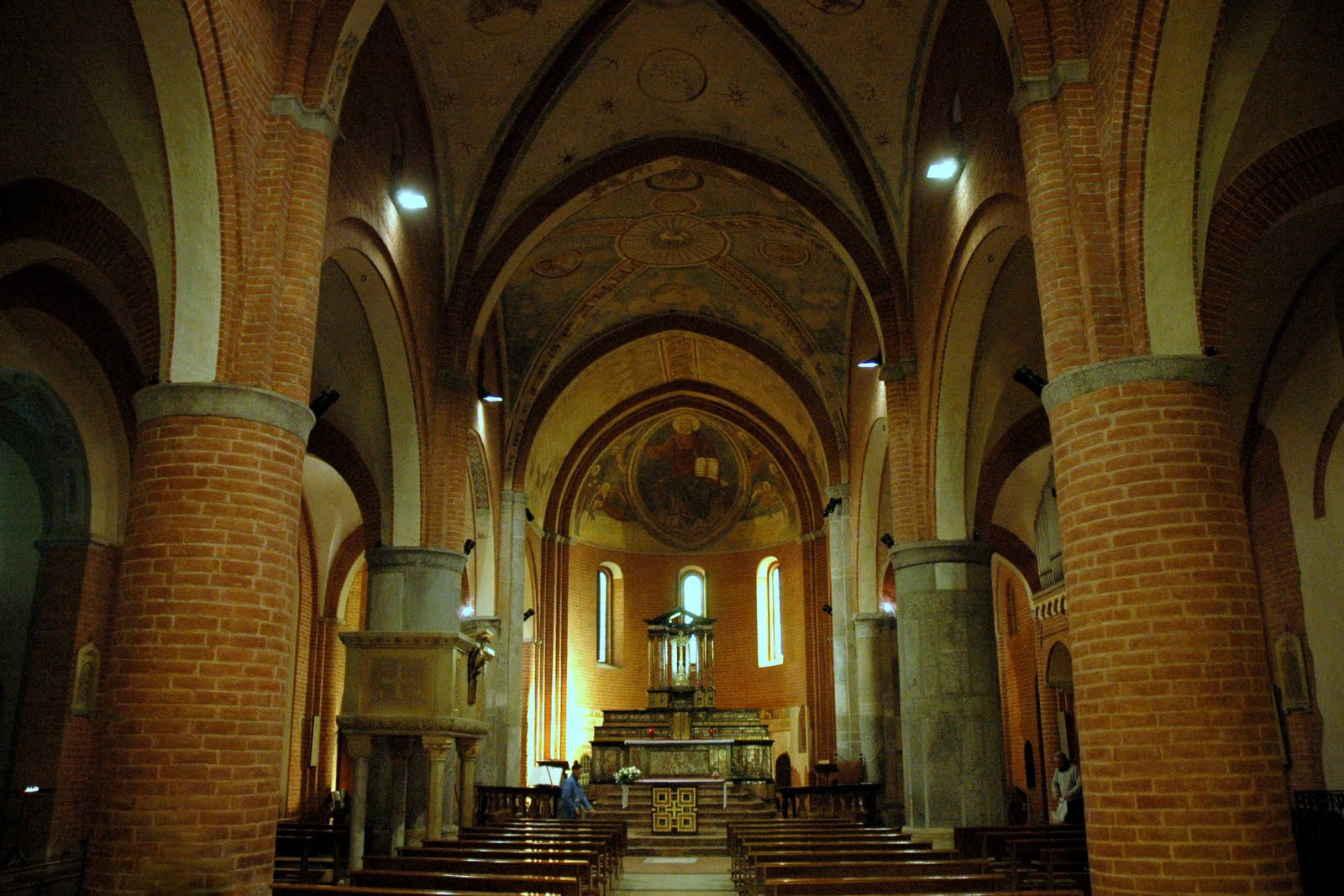
Interno

### L'abside
Le tre absidi della chiesa costituiscono la parte più antica e potrebbero risalire alla precedente cappella del X secolo.
Ognuna delle tre navate culmina in un'abside sorretta da contrafforti esterni. Anche i muri perimetrali sono sorretti da contrafforti esterni, ma questi ultimi restano nascosti nelle costruzioni posteriori addossate alla chiesa.
Il catino absidale è decorato da affreschi trecenteschi che il restauro del 2000 ha pienamente valorizzato restituendo loro i colori originari.
La volta del presbiterio porta motivi floreali e geometrici. Su questa stessa volta, eliminate le decorazioni settecentesche, ha rivisto la luce un ciclo di affreschi medievali ispirati ai Vangeli apocrifi (Annunciazione, Dormizione, Funerale e Assunzione della Vergine) che mostrano un forte influsso bizantino.

### L'interno
Le tre navate sono suddivise in cinque campate di dimensione irregolare, quadrate e rettangolari, coperte da volte a crociera, alcune delle quali a costoloni. Il presbiterio è invece coperto da una volta a botte. 
Le volte sono sostenute da otto pilastri, poggianti su basi di granito, con capitelli a collarino svasato. I primi sei sono a sezione cilindrica gli ultimi due, verso il coro, compositi. I primi quattro pilastri sono in laterizio e gli altri in pietra. I pilastri cilindrici mantengono questa sezione fino all'imposta degli archi longitudinali e più in alto sono composti da fasci in cotto che reggono gli archi trasversali. Gli archi sono a sesto acuto, salvo quelli delle due absidi laterali che sono a tutto sesto.

## Galleria d'immagini

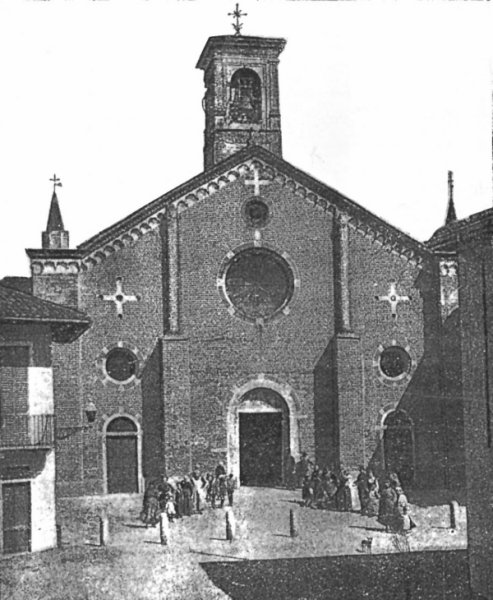
La facciata prima dei restauri (prima del 1922)
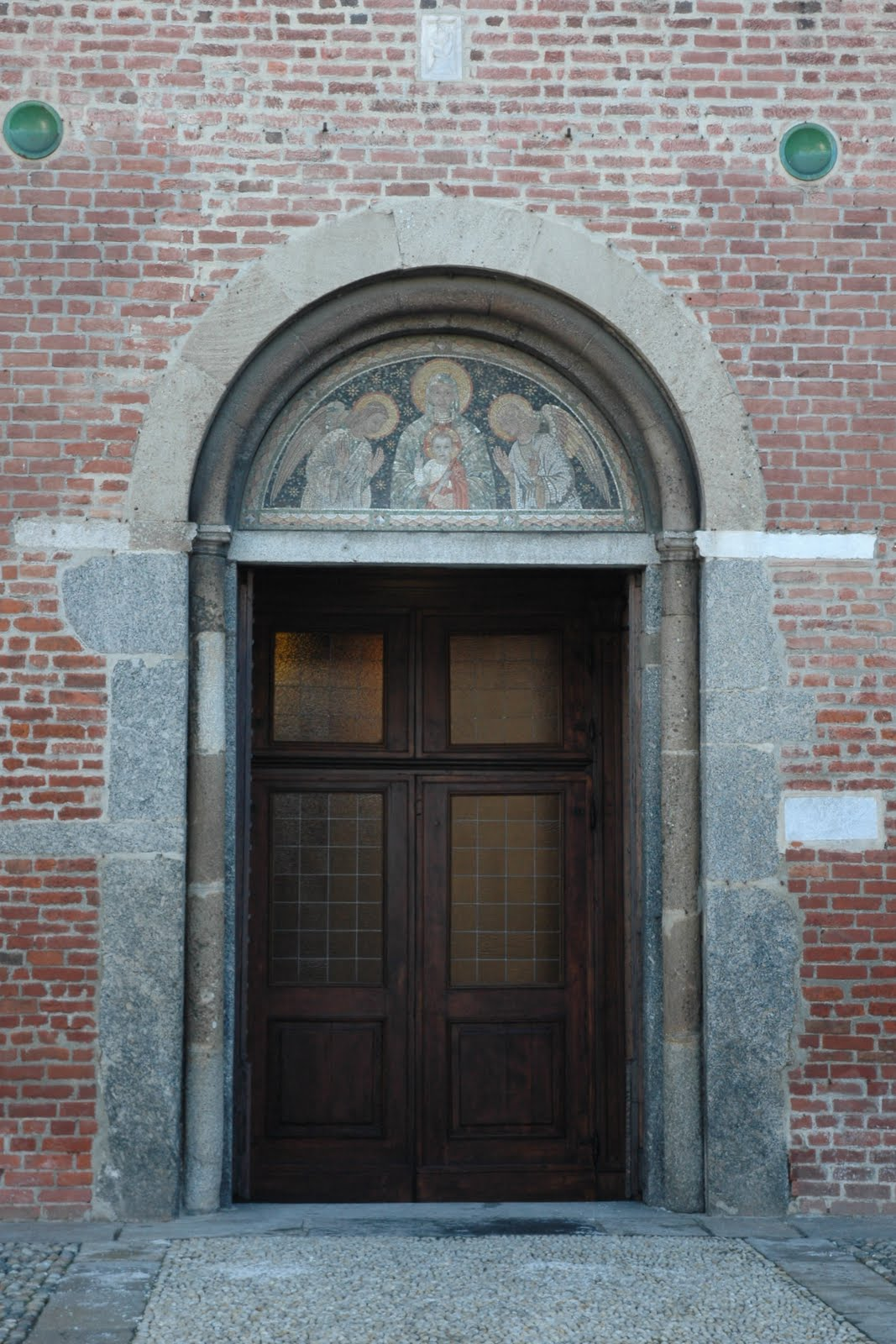
Il portale maggiore
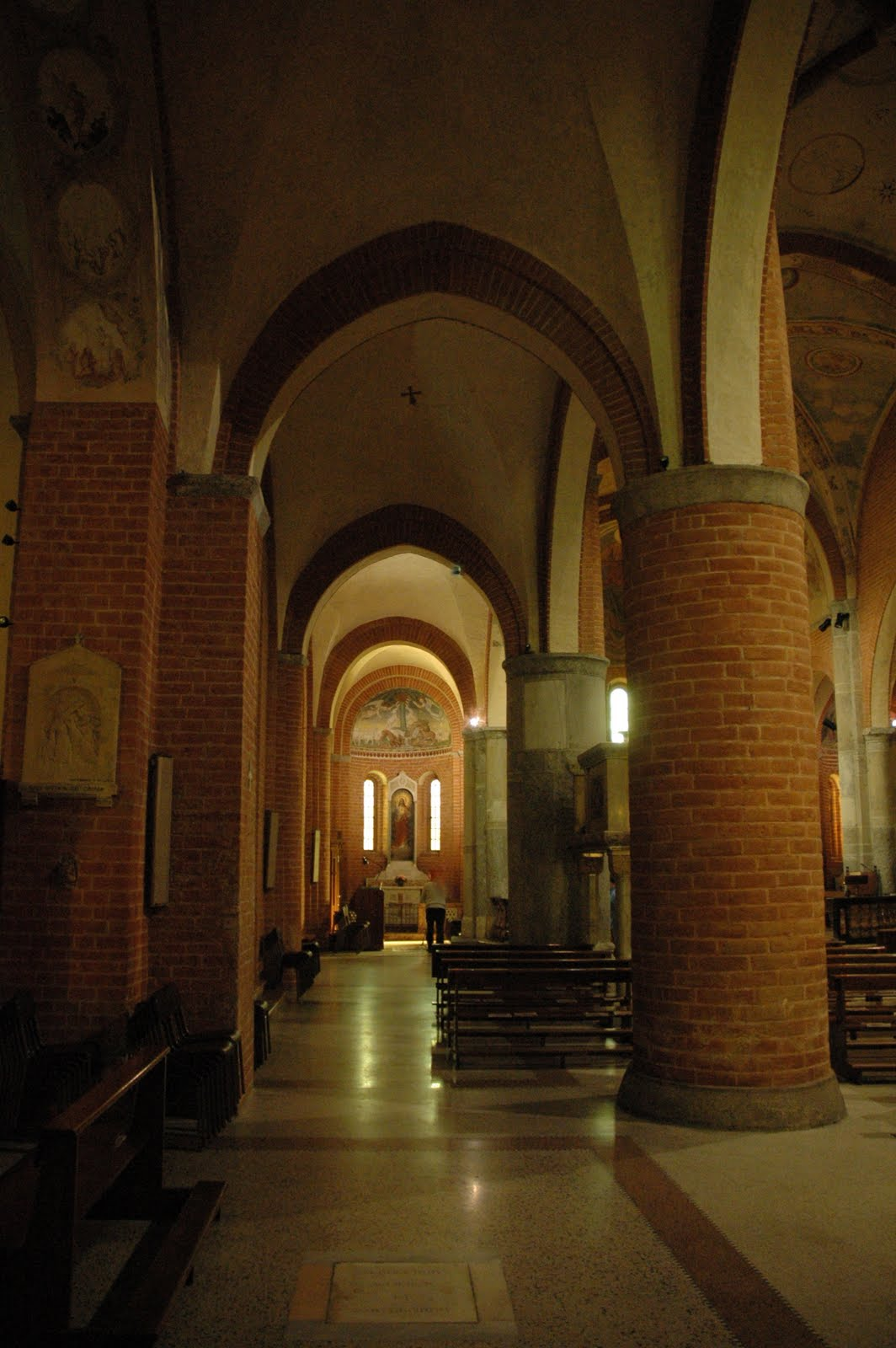
Navata sinistra. Si noti l'arco dell'abside che a differenza degli altri a sesto acuto è invece a tutto sesto
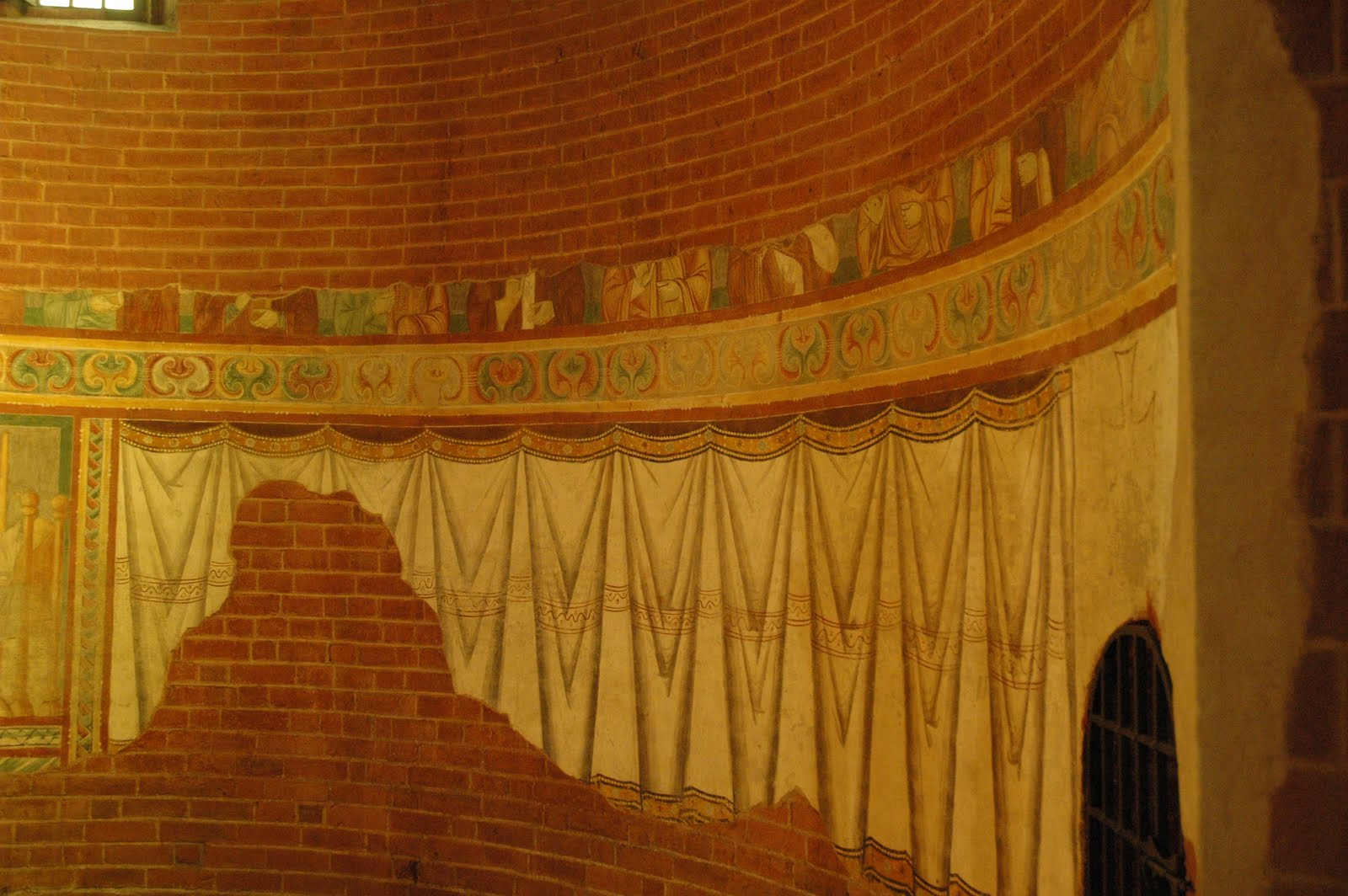
Affresco della base dell'abside
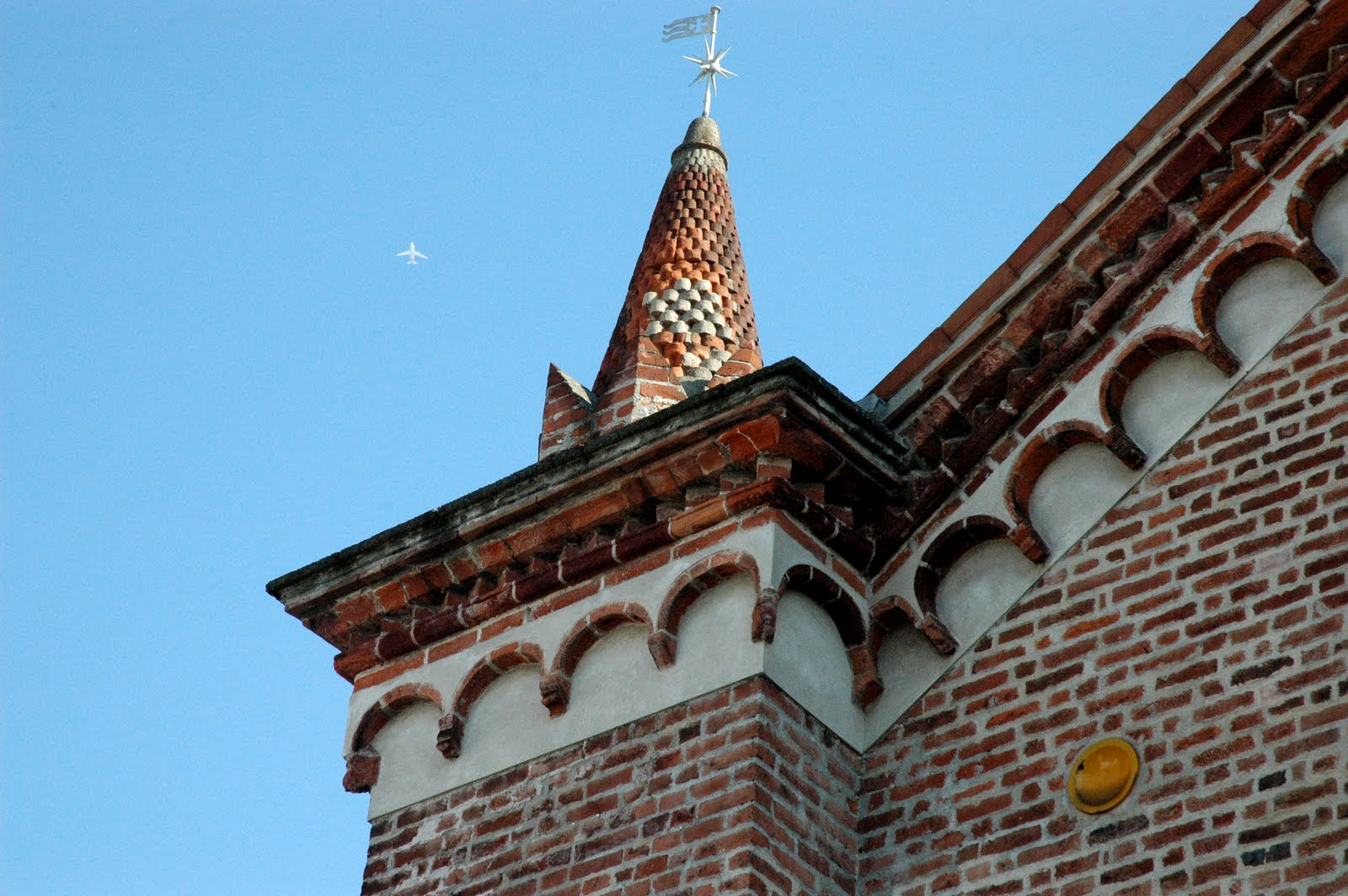
Facciata. Dettaglio del pinnacolo sinistro